# PicoLisp
PicoLisp是Lisp语言的一个方言。它运行在包括Linux和其他兼容“可移植操作系统接口”（POSIX）的操作系统之上。它的显著特征是简单性和极简主义。它建造一个内部数据类型之上：单元（cell）。在语言层面上，编程者可以使用由单元表示的三种数据类型（数、符号和列表），由单元结束处的位元来区分。它是在MIT许可证（X11）下发行的自由及开放源代码软件。

## 特征
函数可以接受任意类型和数目的实际参数。宏只在少有的情况下需要并使用quote函数实现。PicoLisp不包含Lisp的lambda函数。这是因为它变更了quote函数，使其不求值的返回所有它的实际参数，而不再只是car第一个实际参数。
一个特殊特征是内在的增删查改（CRUD）功能。持久符号是头等对象。它们在访问的时候自动的从数据库文件装载，并在有修改的时候写回。应用使用实体和联系的类层级来书写。
其他特征包括：Prolog引擎、数据库引擎和数据库查询、 分布式数据库，内联C语言函数和本机C函数调用，子进程管理、进程间通信、浏览器图形用户界面（GUI）和国际化与本地化。

## 引用
1. ↑  https://software-lab.de/down.html.
2. ↑  Burger, Alexander. . Software Lab. 8 May 2013  [2021-10-30]. （原始内容存档于2017-11-12）.
3. ↑  .   [2021-10-30]. （原始内容存档于2021-10-30）.
4. ↑  Burger, Alexander. . Software Lab.   [18 November 2018]. （原始内容存档于2016-12-25）.
5. ↑  .   [2021-10-30]. （原始内容存档于2016-08-26）.